# 斯維特洛吉爾西克 (克里尼奇基區)
48°20′40″N 34°30′34″E / 48.34444°N 34.50944°E
斯維特洛希爾斯凱（烏克蘭語：Світлогірське），是烏克蘭中部的村莊，隸屬第聶伯羅彼得羅夫斯克州的卡姆揚斯凱區。該村處於莫克拉蘇拉河畔，面積4.05平方公里，海拔高度80米，2001年人口1,801。